# 班纳峰
班纳峰（Banner Peak）是美國加利福尼亚州内华达山脉里特山脉的第二高峰，它位於马默斯莱克附近。班纳峰海拔12,942英尺（3,945），山坡上有几条冰川。山脚下有石榴石湖、埃迪萨湖和千岛湖。該山峰於1883年由美国地质调查局的地形学家威拉德·D·约翰逊（Willard D. Johnson）命名。